# لوك هيندري
لوك هيندري (بالإنجليزية: Luke Hendrie) هو لاعب كرة قدم بريطاني، ولد في 27 أغسطس 1994 في ليدز في المملكة المتحدة. لعب مع برادفورد سيتي وديربي كاونتي وشروزبري تاون وغريمسبي تاون ومانشستر يونايتد ونادي بيرنلي ونادي كيلمارنوك ونادي هارتلبول يونايتد ونادي يورك سيتي.

## وصلات خارجية
- لوك هيندري على موقع قاعدة بيانات كرة القدم.إي يو (الإنجليزية)
- لوك هيندري على موقع Soccerbase.com (لاعب) (الإنجليزية)
- لوك هيندري على موقع Soccerway.com (الإنجليزية)